# 去滅絕

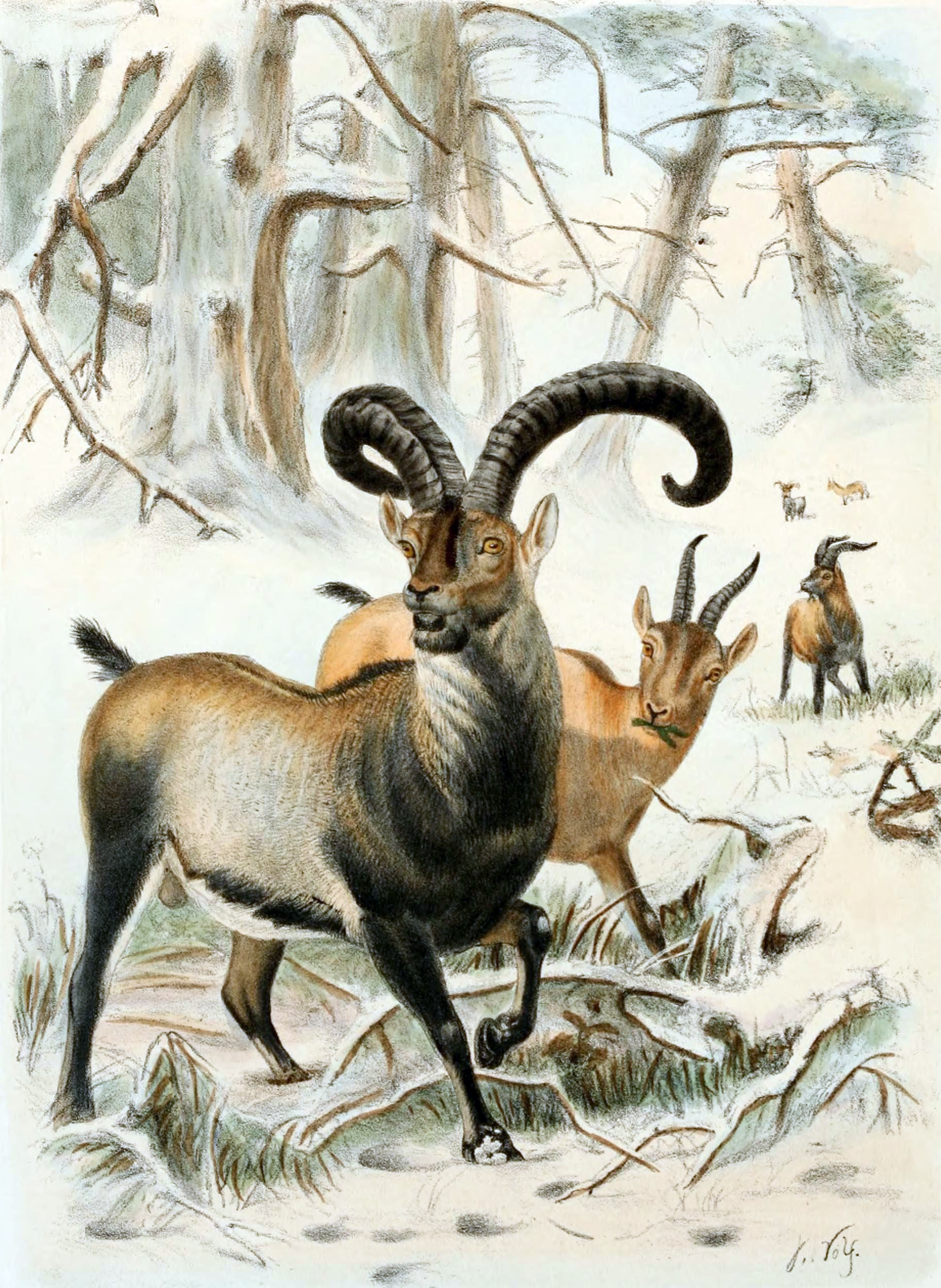
庇里牛斯羱羊是第一隻使用去滅絕技術而存活到出生的動物，但該個體於出生後數分鐘便因肺感染而死。

去滅絕（de-extinction）又稱復活生物學（resurrection biology）或生物復活（species revivalism），是讓滅絕的生物復活的過程。包括重新生育出該種生物，或是製造出外觀非常類似的個體。此技術目前還在研究中，尚未實行，一般認為最可行方法是生物複製，另一個可能的方法是透過人工選殖。類似的技術已經應用在瀕危物種上。
去滅絕的研究非常有爭議，批評者認為經費應該用在保育現存的生物上，而且現在可能沒有合適的棲地供復活的生物居住。

## 方法

### 生物複製
生物複製是去滅絕的可能方法之一，斯圖爾特·布蘭特等人支持用複製技術讓旅鴿及猛獁象復活。嚴格來說，生物複製需要活細胞，這在滅絕的生物上無法取得，但或許可以用基因體編輯（genome editing）把DNA轉到其他生物的細胞裡。目前已有人從旅鴿的標本中抽取DNA，未來目標是用其他種類的鴿子當作代理孕母。在俄羅斯和韓國則有團隊試圖複製長毛象，在西伯利亞有許多保存完好的長毛象組織。此計畫打算用亞洲象當代理孕母，成功後將野放到西伯利亞的野生動物保護區「更新世公園」（俄语：Плейстоценовый парк）。

2003年複製庇里牛斯山羊的程序。科學家自最後一隻庇里牛斯山羊 Celia 取得組織樣本，將細胞核植入山羊的卵中，然後放入另一隻山羊作為代理孕母。

雖然目前還沒有人將已滅絕的物種復活，相同的技術已經用在瀕危物種。印度野牛是第一個使用複製技術的瀕危物種，產生的後代在兩天後死亡；第二個試驗的生物是爪哇野牛，產生的後代活了超過一週。科學家從聖地牙哥動物園的保種中心取得保存的爪哇野牛DNA，植入家牛的卵細胞中，然後同樣用家牛當作代理孕母讓合成的卵細胞發育。30個卵成功發育出兩隻牛，以剖腹生產，其中一隻在兩天後因病安樂死，但另一隻在動物園中活了七年。
2013年，澳大利亞新南威爾斯州的兩所大學紐卡索大學和新南威爾斯大學的科學家成功用複製技術做出胃育蛙胚胎，並發育了幾天才死亡。這次實驗證明非羊膜動物（魚和兩生類）的冰凍保存胚胎細胞可以復原，這可以用來保存瀕危物種，以及這些族群的基因多樣性，因此連結了保育工作和去滅絕。未來可能將瀕危生物的組織和生殖細胞冰凍保存，待找出造成族群下降的原因並予以改善後，再複製及野放這些生物重建野生族群。

### 人工選殖
1627年滅絕的原牛是家牛的祖先。拿博物館中原牛標本的基因和現代家牛比較後，可以找出帶有原牛基因的品系，然後透過人工選殖和育種的技術倒轉馴化的過程，每一世代都更像原牛，最後可以讓原牛復活。
斑驢在1883年滅絕。1955年德國動物學家 Lutz Heck 提議取平原斑馬透過人工選殖重新產生斑驢。1980年代，研究顯示斑驢確實是平原斑馬的一個亞種，所以有可能經過選殖來復活，於是開始進行斑驢計畫（Quagga Project），在南非的一個保護區進行。隨著斑馬的數量增加，現在已經擴張到10個地點、一百多隻斑馬，並有南非國家公園局（South African National Parks）的官方支持。第五代斑馬在2013年出生，身上的斑帶較一般的斑馬更淡，是斑驢的特徵。

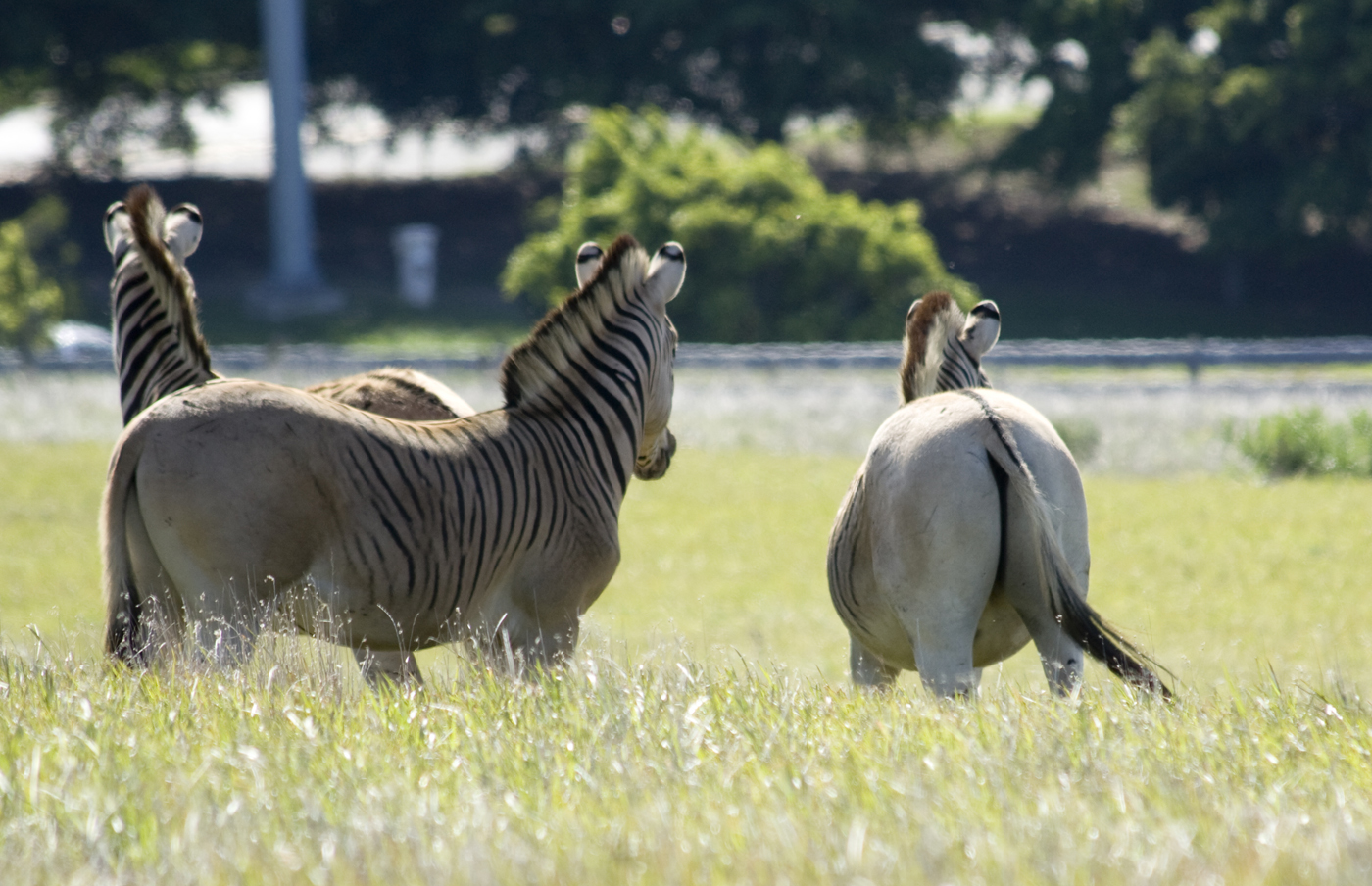
斑驢計畫的斑馬

## 自然發生的去滅絕
去滅絕也能夠自然發生，但極罕見，稱為迭代演化（iterative evolution）。例子有在莫桑比克海峽阿爾達布拉環礁上生存的白喉秧雞亞種。原因環礁遭淹沒而絕種，但環礁之後再露出水面，近親從馬達加斯加等地重新到島上依從前演化的路線發展，失去飛行能力，演化成幾乎與原本已絕種的亞種一樣的群體。

## 爭議
反對者的主張之一是資源應該投入保育即將滅絕的瀕危生物，而不是去復活已經滅絕的生物。科學美國人的一篇專欄評論指出去滅絕研究的主要應用應該是用來重新提高瀕危生物的基因多樣性。
另一個問題是許多生物的特徵，包括一些育幼行為、求偶信號和獵食技巧，是透過學習得來。只用基因資訊復活的生物無法發展出原本的行為，而會學到代理孕母或養父母的行為。
除此之外，去滅絕也有道德爭議。將已經滅絕的生物重新帶回野外會對現存的生物造成影響，甚至成為入侵種。

## 流行文化

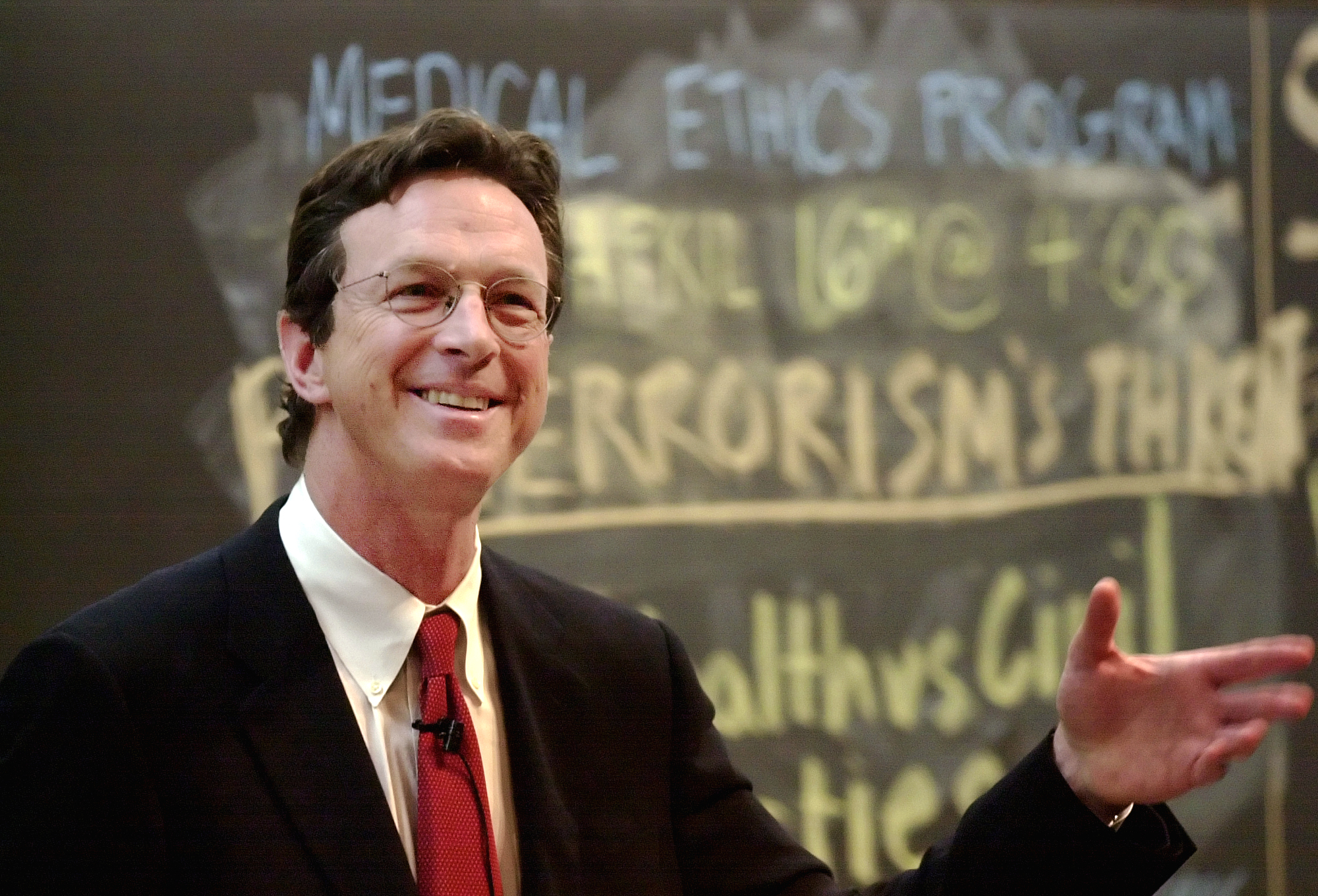
麥可·克萊頓的小說對去滅絕這個概念的普及有重大貢獻

去滅絕或類似的概念在許多文學和影劇作品中都有提及，特別是在科學幻想的文類中。早在凡爾納的《地心歷險記》和柯南·道爾的《失落的世界》中，就已經有「重新發現並未滅絕的古生物」的情節，隨著生物科技的演進，麥可·克萊頓和史蒂芬·史匹柏的《侏儸紀公園》系列作品中則出現了用基因工程讓恐龍復活的情節。《侏儸紀公園》不但成了去滅絕題材的經典原型，也指出了科技可能帶來的社會問題，然而小說和電影中都誇大了科技失控的危害，並對科技採取否定的態度。

## 潛在的去滅絕物種

### 鳥類
- 旅鴿
- 恐鳥
- 新英格蘭黑琴雞
- 渡渡鳥
- 象鳥
- 鐮嘴垂耳鴉
- 夏威夷吸蜜鳥科
- 大海雀
- 卡羅萊納長尾鸚鵡
- 拉布拉多鴨
- 古巴紅鸚鵡
- 哈斯特鷹

### 哺乳類
- 猛獁象
- 庇里牛斯羱羊
- 原牛
- 斑驢
- 袋狼
- 穴獅
- 西伯利亞野牛
- 日本海獅
- 歐洲野馬
- 大角鹿
- 加勒比僧海豹
- 披毛犀
- 後弓獸：後弓獸的DNA在2017年被發現[21]。
- 磨齒獸（英语：Mylodon）
- 南美土著馬
- 斯劍虎
- 大海牛
- 沙塔氏孽子獸（英语：Nothrotheriops）
- 裏海虎
- 福克蘭狼
- 美洲擬獅
- 星尾獸
- 高加索野牛
- 敘利亞野驢
- 藍馬羚
- 短面熊
- 古菱齒象
- 恐狼

### 爬蟲類
- 弗雷里安納島象龜
- 杜歐高武趾虎（英语：Hoplodactylus delcourti）

### 兩棲類
- 胃育蛙

## 另見
- 羅慕路斯、雷穆斯和卡麗熙
- 長毛鼠
- 去滅絕物種列表

## 延伸閱讀
- O'Connor, M.R. . New York: St. Martin's Press. 2015. ISBN 9781137279293. （原始内容存档于2016-07-04）.
- Shapiro, Beth. . Princeton, NJ: Princeton University Press. 2015. ISBN 9780691157054.
- Pilcher, Helen (2016). Bring Back the King: The New Science of De-extinction 的存檔，存档日期2021-05-07.. Bloomsbury Press  ISBN 9781472912251

## 外部連結
- TEDx DeExtinction （页面存档备份，存于） 2013年去滅絕專題的TEDx研討會。
  - 錄影： （页面存档备份，存于）
  - 協辦方國家地理雜誌的報告：De-Extinction: Bringing Extinct Species Back to Life